# コンゴ共和国

コンゴ共和国
République du Congo

国の標語：Unite, Travail, Progres
（フランス語: 統一、労働、進歩）
国歌：La Congolaise（フランス語）
コンゴの歌

コンゴ共和国（コンゴきょうわこく）は、中部アフリカに位置する共和制国家。東にコンゴ民主共和国、北にカメルーンと中央アフリカ共和国、西にガボン、南にアンゴラの飛地カビンダと国境を接している。首都はブラザヴィルである。

## 概要
同国はバントゥー語で「山」を意味するコンゴと呼ばれる地域の一部から成り立っている。
コンゴに存在する同名の二国地域とアンゴラ北部は15世紀ごろまではコンゴ王国の一体的な領域だったが、16世紀にポルトガルによる征服を経た後に19世紀のベルリン会議でベルギー領（現在のコンゴ民主共和国）とフランス領（現在のコンゴ共和国）とポルトガル領（現在のアンゴラ）に分けられた。
なお、1970年から1991年までの期間はコンゴ人民共和国という国名だった。

## 国名
正式名称はフランス語で République du Congo。
公式の英語表記は Republic of the Congo。
日本語の表記はコンゴ共和国。「コンゴ」はバントゥー語で「山」を意味する。
コンゴ共和国の正式名称は2度の変更を経ている。1960年の独立時には現在と同じコンゴ共和国だったのだが、1969年にマリアン・ングアビ政権の元でコンゴ人民共和国に改称され、1991年に再びコンゴ共和国へと名称が戻された。
1960年から1964年の間、現在のコンゴ民主共和国も「コンゴ共和国」を正式国名としており、区別のために首都名を付してコンゴ・ブラザヴィルなどと呼ばれた。一方、コンゴ民主共和国がザイール共和国と改称していた1971年-1997年の期間はコンゴ（人民）共和国を指す二つ名として単にコンゴとも通されていた。国連には「コンゴ（ブラザヴィル）」として加盟し、1970年に「コンゴ人民共和国」へ、1971年11月15日に「コンゴ (Congo)」へそれぞれ改名している。ザイール共和国が1997年にコンゴ民主共和国へ名称を戻した後も、コンゴ共和国は「コンゴ (Congo)」として加盟している。

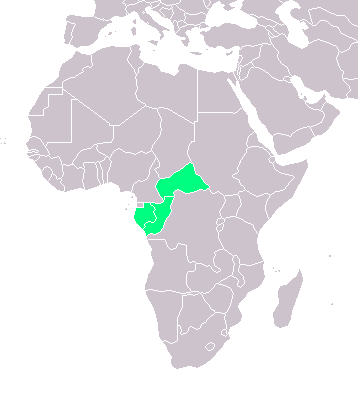
フランス領コンゴ

## 歴史
ポルトガル人が大航海時代の15世紀に到来したとき、海岸地域はコンゴ王国の統治下にあった。コンゴ王国はポルトガルと盛んに交易を行ったものの、奴隷貿易などで徐々に衰退していった。1550年にコンゴ王国の北部がロアンゴ王国として独立し、1882年まで続いた。

### フランス植民地時代
19世紀後半にはフランスがこの地域に進出し、オゴウェ川流域から進入したピエール・ブラザによって1880年には現在のブラザヴィル周辺のコンゴ川北岸がフランスの勢力圏となり、フランス領コンゴが成立した。1885年のベルリン会議によってこの地域の支配権が対外的にも承認され、フランスはコンゴ川に沿ってさらに勢力を拡大していった。1905年には中央コンゴに改称されるとともに西部をガボン、北部をウバンギ・シャリおよびチャドに分割し、1910年にはガボンおよびウバンギ・シャリとの連合によって中部コンゴはフランス領赤道アフリカの一部となった。中部コンゴと周辺植民地との境界はしばしば変更されたが、最終的に1946年にオートオゴウェ州がコンゴからガボンに帰属変更され、オゴウェ・コンゴ両河川の分水界が境界となることで領域が固定した。
フランスの植民地政策は1920年代までは特許会社を通じた収奪的なもので、同化政策はほぼ行われなかった。一方1920年代後半に入ると、社会運動家のアンドレ・マツワが原住民友愛協会をパリで組織し、黒人差別反対を唱えて盛んに活動を行った。マツワは1929年に逮捕されてブラザヴィルに送還され、さらにチャドへと流されたが、この運動はやがてマツワニズムとしてマツワをあがめる宗教運動へと変質するとともに、コンゴの民族主義運動のはしりと見なされるようになった。1930年代に入ると植民地政府の手で徐々に開発が進められ、1934年には首府のブラザヴィルと外港のポワントノワール間にコンゴ・オセアン鉄道が開通したものの、経済面や教育面などで開発は非常に遅々としたものにとどまっていた。第二次世界大戦においてはコンゴ植民地はほかの赤道アフリカ植民地と歩調を合わせて自由フランス支持を早期に表明した。1946年にはフランス議会に議席を獲得し、また赤道アフリカ大評議会と中央コンゴ領域議会が同時に設置された。1958年には国民投票により、フランス共同体内の自治共和国となった。当時、コンゴ政界はフェリックス・チカヤのコンゴ進歩党(PPC)、ムボチ人を主体とするジャック・オパンゴールのアフリカ人社会主義運動（MSA）、そしてラリ族を主体とするフルベール・ユールーのアフリカ人利益擁護民主連合(UDDIA)の三党鼎立の状態にあったが、進歩党は1957年には失速し、MSAとUDDIAの有力二党の選挙戦で1958年にUDDIAが勝利を収め、ユールーが自治共和国の首相となった。

### 独立

コンゴ人民共和国時代の国旗。

1960年にはコンゴ共和国として正式独立し、大統領には親仏派のフルベール・ユールーが就任した。しかしユールー政権の腐敗および独裁に対する不満が高まり、1963年8月13日には首都ブラザヴィルで人民が蜂起。「8月革命」が起こり、わずか3日間でユールー政権を打倒した。8月16日には穏健左派のアルフォンセ・マサンバ＝デバが大統領に就任し、外国系企業の国有化、フランス軍基地の撤去、「経済開発計画」（1964～1969年）に基く工業化、古い国家機構の改革など、民族民主革命を実行する政策を追求する社会主義路線を歩んだ。しかし党や軍の下級層が急進化してマサンバ＝デバ政権と対立するようになり、1968年にはマリアン・ングアビ大尉によるクーデターが勃発してマサンバ＝デバは失脚し、ングアビが代わって大統領に就任した。ングアビ政権はさらに左派寄りの立場を鮮明にし、1969年12月には国名を「コンゴ人民共和国」と改め、コンゴ労働党(PCT)を設立して一党独裁制を取るとともに、マルクス＝レーニン主義に基づく国造りを進めた。
1977年3月にングアビは暗殺され、首謀者とみなされたマサンバ=デバなど数人の要人が軍部に処刑された。政権はジョアキム・ヨンビ＝オパンゴが継いだ。

### サスヌゲソ政権
1979年にはヨンビ＝オパンゴに代わり、ドニ・サスヌゲソが政権の座に就いた。その後1990年代に入ると近隣諸国と同様にコンゴでも民主化要求が強まり、1991年にはサスヌゲソの役割が儀礼上のものにとどめられるようになるとともに、複数政党制が導入され、共産主義を放棄して国名を「コンゴ人民共和国」から独立時の「コンゴ共和国」に戻し、国旗も変更された。1992年の選挙では、北部に基盤を置きサスヌゲソが率いるコンゴ労働党、南部に基盤を置きパスカル・リスバの率いる社会民主主義パン・アフリカン連合（UPADS)、そして中部および首都ブラザヴィルに基盤を置きベルナール・コレラが率いるコンゴ民主統合発展運動（MCDDI)の有力三党が対決し、UPADSが勝利してリスバが大統領に就任した。
しかし、各政党はサスヌゲソ派の「コブラ」、リスバ派の「ズールー」、そしてコレラ派の「ニンジャ」といった私兵を抱えて対立を続け、1993年6月にはリスバが連立相手である民主開発戦線（RDD）のヨンビ＝オパンゴ元大統領を首相に任命したのを機に衝突が起きてコンゴ共和国内戦が勃発した。1994年1月には停戦が成立し同年8月にはコレラがブラザヴィル市長に就任したものの、各党は私兵を抱えたままであり、不穏な情勢は続いていた。1997年6月には戦闘が再開され、サスヌゲソ派とリスバ派の両私兵集団が戦闘と虐殺を繰り広げ、そして9月にリスバがコレラを首相に任命して同盟を組んだことでコレラ派のニンジャも戦闘に加わった。この内戦は結局、10月にサスヌゲソ派がリスバ・コレラ連合を破って首都を制圧し、1999年12月には停戦合意が行われたことで終結した。
大統領に再度就任したサスヌゲソは権力基盤を固めることに成功し、以後の選挙でも再選を重ねている。一方で私兵集団の武装解除は遅れ、特にニンジャは2003年の和平合意後コレラの統制下を離れてフレデリック・ビツァング（通称ントゥミ牧師）率いるレジスタンス国民会議のもとで武装闘争を継続し、首都周辺で襲撃を繰り返した。2016年にもブラザヴィルでニンジャによるとみられる襲撃があり、5人が死亡している。この襲撃は、2017年に両勢力間で和平合意が成立するまで続いた。

## 政治

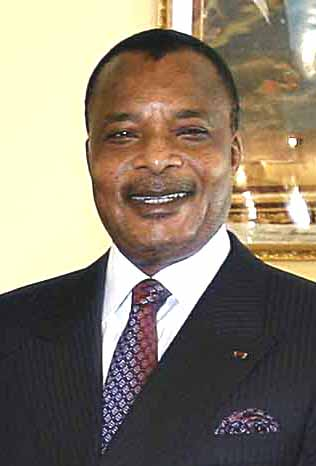
大統領ドニ・サスヌゲソ。

コンゴの共和国議会は二院制を取っている。コンゴ共和国は複数政党制民主主義を称しているが、与党コンゴ労働党 (Parti Congolais du Travail、Congolese Labour Party、PCT)の勢力が非常に強い。大統領のドニ・サスヌゲソは1979年から1992年まで一党制時代の大統領を務め、その後1997年の内戦に勝利して以降再び長期にわたって政権の座にあるが、独裁的な傾向や腐敗が度々指摘されている。2015年には憲法改正によって大統領の三選禁止規定が撤廃され、2016年の大統領選挙でもサスヌゲソが再選されたものの、野党勢力は選挙不正に対して抗議を行っている。
このほか野党としては、次のものがある。
- 社会民主主義パン・アフリカン連合 (Union Panafricaine pour la Démocratie Sociale、Pan-African Union for Social-Democracy、UPADS)
- コンゴ民主統合発展運動 (Mouvement congolais pour la démocratie et le développement intégral、Congolese Movement for Democracy and Integral Development、MCDDI)
- 民主救済会議 (Convention pour la Démocratie et le Salut、Convention for Democracy and Salvation)
- 統一民主勢力 (Forces Démocratiques Unies、United Democratic Forces)
- 民主共和連合 (Union pour la Démocratie et la République-Mwinda、Union for Democracy and Republic)
- 民主改革連合 (Union pour la Renouveau Démocratique、Union for Democratic Renewal)
- 民主開発連合 (民主発展連合、Rassemblement pour la démocratie et le développement、Rally for Democracy and Development)

このうち、UPADSとMCDDIは1997年まで現与党と激しい内戦を繰り広げており、その後も議会内野党となっているが勢力は大きくない。

## 国際関係
旧宗主国であるフランスとの関係が強く、2017年にコンゴが受け取った政府開発援助の半分以上がフランス拠出のものであったが、一方で1970年代にマルクス・レーニン主義を取っていたこともあって伝統的に中華人民共和国との関係も深く、巨額の融資を受け取るなど経済的関係も強くなってきている。
2025年6月9日、アメリカ合衆国は安全上の理由から、コンゴ共和国国民の入国を事実上禁止した。

### 日本との関係
- 在留日本人数 - 12 人（2022年6月）[29]
- 在日コンゴ（共）人数 - 25人（2021年6月）[29]

## 地理

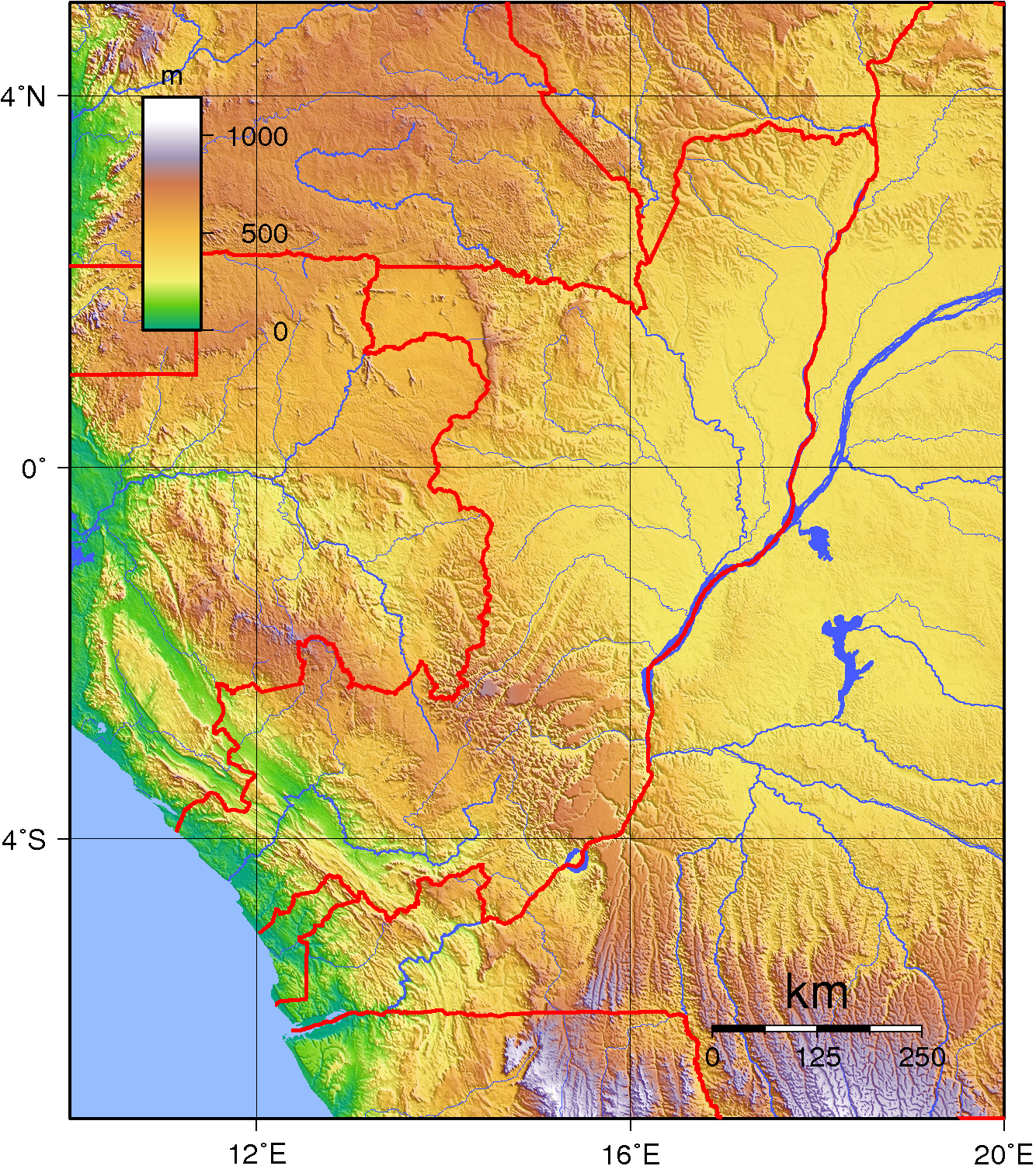
地形図

国土の南部にあるシャイユ山地に低い分水界が走っており、これによって水系は二分されている。分水界の南西部は主にクイルー川の水系となっており、丘陵や山地が多く起伏が激しい地形となっているためクイルー川の航行は不能である。北西端にはナベンバ山があり、その高さは1,020mと同国の山では最高峰となっている。海岸部近くにはマヨンベ山地が走り、そこから海岸まではわずかな平野が広がっている。一方分水界より北東はコンゴ川流域となっており、流域南部のバテケ高原からガボン国境にかけては山地が広がるものの、東部は広大なコンゴ盆地の一部であり、高低差の少ない平坦な地形となっている。西部のガボンとの国境はおおむねオゴウェ川流域とコンゴ川流域の分水界に沿ったものになっている。北部はコンゴ川の支流であるウバンギ川が、中部はコンゴ川本流がコンゴ民主共和国との国境をなしている。コンゴ川本流部の南端にはマレボ湖が存在し、コンゴ盆地と急流部の境界となっているほか、マレボ湖北端には首都ブラザヴィルが存在する。また、マレボ湖に浮かぶ中州であるムバム島はコンゴ共和国領となっている。
気候は全般的に高温多湿で、首都ブラザヴィルの年平均気温は25℃、年降水量は1473mmである。気候は南部がサバナ気候（Aw）に属し、北上するほど降水量が多くなって、北部は熱帯モンスーン気候（Am)や熱帯雨林気候(Af）の地域が多くなっている。海岸部から国土中部のバテケ高原付近までは、熱帯雨林の広がるマヨンベ・シャイユの両山地以外はサバンナが広がり、北部は熱帯雨林となっている。北東部のコンゴ川とサンガ川の間には広大な浸水林地帯が広がっている。国土北端のヌアバレ＝ンドキ国立公園は隣接するカメルーンおよび中央アフリカの国立公園とともに、2012年にサンガ川流域の3か国保護地域として世界遺産に登録された。

## 地方行政区分

コンゴ共和国の地域行政区分図

コンゴ共和国は12の県（フランス語:Département）に分かれている。括弧内の地名は県庁所在地である。このうち、ブラザヴィルとポワントノワールは県を兼ねている（特別市）。
- ブエンザ県 Bouenza (マディング、Madingou)
- ブラザヴィル県 Brazzaville（特別市）
- キュヴェト県 Cuvette (オワンド、Owando)
- 西キュヴェト県 Cuvette-Ouest (エウォ、Ewo)
- クイル県 Kouilou (ロアンゴ、 Loango)
- レクム県 Lékoumou (シビティ、Sibiti)
- リクアラ県 Likouala (アンフォンド、Impfondo)
- ニアリ県 Niari (ルボモ, Loubomo)
- プラトー県 Plateaux (ジャンバラ、Djambala)
- ポワントノワール県 Pointe-Noire（特別市）
- プール県 Pool (キンカラ、Kinkala)
- サンガ県 Sangha (ウェッソ、Ouésso)

### 主要都市
最大都市は首都のブラザヴィル（都市圏人口189万人、2015年）である。ブラザヴィルは政治機能が集中しているほか、コンゴ川水運の終着点にあたるブラザヴィル港があり、国内北部の物流の結節点ともなっている。これに次ぐ都市は大西洋に面する港湾都市ポワントノワール（都市圏人口97万人、2015年）である。ポワントノワールはコンゴの対外貿易の大半を担う貿易港であり、また沖合の油田地帯の開発拠点ともなっている。コンゴの大都市としてはこの2都市が突出しており、これ以外に国内に人口10万人を超える都市は存在しない。

## 経済

### 鉱業
天然ガス、カリ鉱石、鉛、亜鉛などの資源も存在するが開発はあまり進んでおらず、GDPの5割以上、輸出額の61.2％（2014年）を原油に頼っている状況である。石油の生産は、ギニア湾に面したクイルー地方に集中しており、他の地域との経済格差も大きい。2018年には石油輸出国機構（OPEC）に加盟した。2009年にはシャイユ山地のマヨコで鉄鉱石の採掘がはじまった。
また1990年代後半は出所不詳のダイヤモンド原石の輸出もみられるようになり、紛争ダイヤモンドの横流し輸出が行われているのではないかとの指摘もなされるようになった。2004年に、紛争ダイヤモンドの流通防止を行うワールド・ダイヤモンド・カウンシルは、現地視察の結果を踏まえ、コンゴ共和国からのダイヤモンドの輸入を控えるよう呼びかけている。

### 農林業
自給自足的で、国民の基礎食糧となるキャッサバの生産が盛んに行われている。商品作物はサトウキビ、ラッカセイ、タバコ、アブラヤシ、コーヒー、カカオなどがあるが、いずれも独立後の経済開発の失敗によって生産は停滞しており、経済に対し大きな意味は持っていない。林業は独立時には主要産業であり、木材は輸出の約6割を占める主力輸出品であったが、その後石油産業の成長によって割合は小さくなり、2014年には輸出の0.9％にまで縮小した。しかし重要な産業であることには変わりなく、かつてはマヨンベ山地が、1960年代以降はコミログ支線沿いのシャイユ山地が主な産地となっている。北部の熱帯雨林の林業開発は進んでいない。

## 交通
コンゴ最大の港湾は海に面するポワントノワール港であり、周辺諸国を除く輸出入の大半がこの港で行われる。一方、ポワントノワールから内陸に入ると山岳地帯となるため、国内各地との連絡は良好とは言い難い。これを解消するため、1934年にはポワントノワールと首都ブラザビルとを結ぶコンゴ・オセアン鉄道が建設され、1962年には途中のモンベロからガボンとの国境の町ムビンダまでCOMILOG支線が建設された。
ブラザビルはコンゴ川の航行可能部の末端であるマレボ湖に面しており、これより上流の地域とは盛んに水運が行われ、内陸部の交通結節点・集散地となっている。コンゴ川本流のみならず、支流のウバンギ川は中央アフリカの首都バンギまで、サンガ川は国土北端のウェッソを通って中央アフリカのノラまで航行が可能であり、これも重要な輸送ルートとなっている。また、マレボ湖の対岸に位置するコンゴ民主共和国の首都キンシャサとはフェリー便の連絡がある。
空運では、ブラザビルのマヤマヤ空港と、ポワントノワール空港の二つの国際空港が存在する。

### 鉄道
コンゴ・オセアン鉄道ならびにポワントノワール港はコンゴ川水運と鉄道でつながっており、中央アフリカやチャドの外港としての役割も存在するものの、両国のポワントノワール貿易量に対する割合はさほど大きなものではない。
ムビンダからガボンのモアンダまでは1959年に世界最長のロープウェイであるCOMILOGロープウェイが開通しており、この支線の建設によってモアンダ鉱山のマンガン輸送ルートが確立し、ポワントノワール港の重要取扱品となったが、1986年にトランスガボン鉄道がモアンダまで開通するとマンガンはガボン国内を輸送されることとなり、ロープウェイは廃止された。COMILOG支線も同時に廃止される予定であったが、沿線の木材輸送需要が大きかったため存続することになり、2009年以降は鉄鉱石輸送も加わることとなった。

## 国民

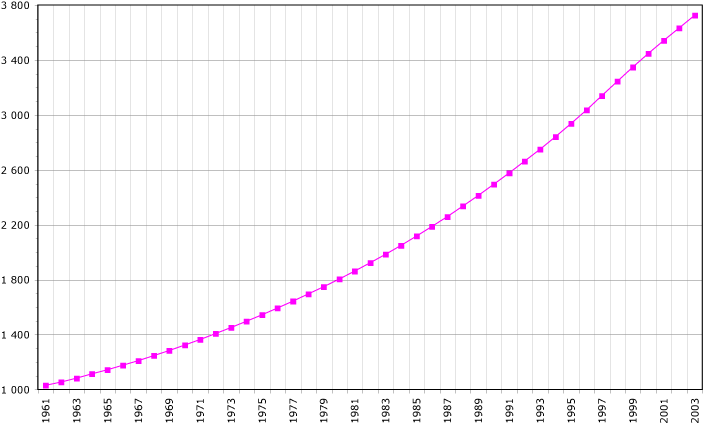
コンゴ共和国の人口推移（1961年-2003年）

### 人口
コンゴ共和国の人口は急増を続けており、独立直後の1962年に82万人だった人口は1986年には179万人、2017年には526万人にまで増加した。

### 民族
コンゴ共和国の住民の内、コンゴ人が48%、サンガ人が20%、ムボチ人が12%、テケ人が17%となり、ヨーロッパ人やその他（ピグミーは2%）が3%となる。コンゴは民族対立の激しい国であり、特にコンゴ人を中心とする北部とムボチ人を中心とする南部の対立が激しい。この民族対立は、1993年から1997年までのコンゴ共和国内戦における要因の一つとなった。

### 言語
公用語はフランス語であり、コンゴ語やリンガラ語、ムヌクツバ語などが話され、その他にも地方諸語が存在する。

### 宗教
国民の宗教動態は、カトリック教会を中心としたキリスト教が50%、アニミズムが48%、イスラム教が2%である。

### 教育

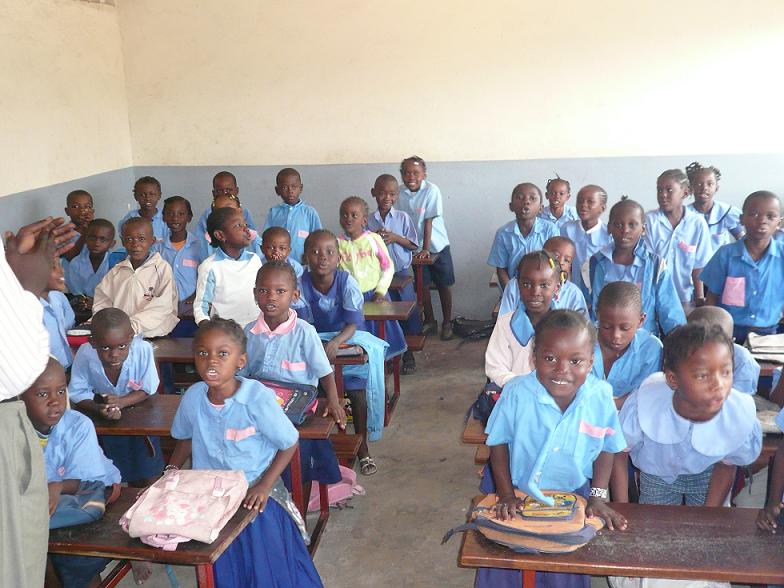
学校の子供たち

義務教育は6歳から10年間。2021年の推定で、識字率は男性85.9%、女性75.4%である。2005年にはGDPの1.9%が教育に支出された。
主な高等教育機関としてマリアン・ングアビ大学（1971）の名が挙げられる。

### 保健
コンゴ共和国における2007年のHIV感染者は推計で79,000人であり、感染率は3.5%である。2010年のコンゴ共和国人の平均寿命は54.54歳（男性：53.27歳、女性：55.84歳）である。

## 治安
コンゴ共和国の治安は酷く悪いものとなっている。2016年3月20日の大統領選挙にてサスヌゲソが60％以上の票を得て再選されたのを受け、同年4月4日にブラザビル市南部で、この結果に反対していると目されるントゥミ牧師が指導者の武装集団（ニンジャ）と政府側との間で銃撃戦が発生した。以来1年半余りに渡って両者の間で軍事衝突が続いていたが、2017年12月23日にプール県都キンカラで政府とントゥミ牧師派間で「停戦」及び「敵対行為の中止」にかかる合意書への署名が行われ、以降は治安情勢が比較的安定しているものの、プール県南部及び中央アフリカ国境などの一部地域では輸送車両に対する襲撃、身代金目的の誘拐などの犯罪発生を含め、依然として緊張状態が継続している。
これに絡む形で治安が急速に悪化する可能性がある為、情勢の変化には引き続き充分に注意する必要が求められる。

## メディア
コンゴ共和国におけるメディアは、広範な非識字状態や経済の未発達など、多くの要因によって厳しく制限されている事態に陥っている。
同国の国民は日ごろから情報の収集をラジオ放送に依存してしまっているが、これは主に非識字率が高いことに起因するものである。

## 文化

### 文学
ソニー・ラブ＝タンシの『一つ半の生命』（1979年）は、ル・マタン紙などで注目され、発表以降のアフリカ文学全体に多大な影響を及ぼした。

### 祝祭日
| 日付                           | 日本語表記               | 現地語表記                                                     | 備考                         |
| ------------------------------ | ------------------------ | -------------------------------------------------------------- | ---------------------------- |
| 1月1日                         | 元日                     | Jour de l'an                                                   |                              |
| イースターの日曜日の次の月曜日 | イースターの月曜日       | Lundi de Pâques                                                |                              |
| 5月1日                         | メーデー                 | Fête du Travail                                                |                              |
| イースターから40日後の木曜日   | キリストの昇天           | Ascension                                                      | 復活したイエズスの昇天       |
| イースターの後の第7日曜日      | ペンテコステ             | Pentecôte (et Lundi de Pentecôte)                              | 聖霊が使徒の間に降臨         |
| 6月10日                        | 国民最高会議記念日       | Fête de la commémoration de la conférence nationale souveraine |                              |
| 8月15日                        | 国民記念日と聖母の被昇天 | Fête Nationale & Assomption                                    |                              |
| 11月1日                        | 諸聖人の日               | Toussaint                                                      |                              |
| 12月25日                       | クリスマス               | Noël                                                           | イエズス・クリストゥスの生誕 |

### スポーツ
サッカー
コンゴ共和国では他のアフリカ諸国同様に、サッカーが圧倒的に1番人気のスポーツとなっている。1961年にサッカーリーグのコンゴ・プレミアリーグが創設された。コンゴ共和国サッカー連盟によって構成されるサッカーコンゴ共和国代表は、FIFAワールドカップには未出場である。しかしアフリカネイションズカップには6度出場しており、1972年大会では優勝に輝いている。

## 著名な出身者
- ジャン・セルジュ・エッスー - 音楽家
- ソニー・ラブ＝タンシ - 作家
- エマニュエル・ドンガラ - 作家
- クリストファー・サンバ - 元サッカー選手
- リュシアン・オーベイ - 元サッカー選手
- デルヴィン・エンディンガ - サッカー選手
- プランス・オニアンゲ - サッカー選手
- フェレボリ・ドレ - サッカー選手
- シルヴェル・ギャンブラ・エンブシ - サッカー選手